# 콘스탄츠 공의회

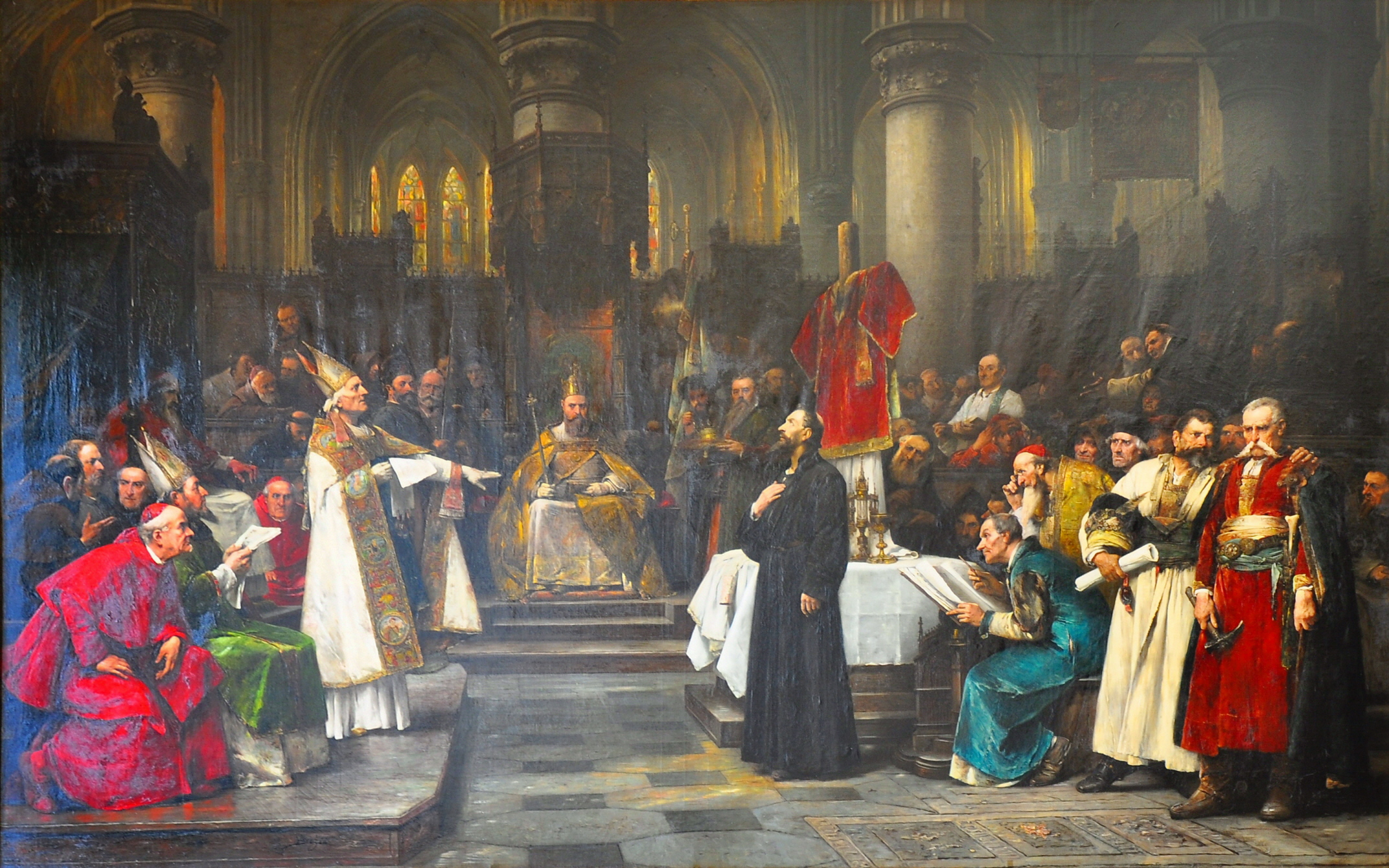
콘스탄츠 공의회의 얀 후스</br>by Václav Brožík

콘스탄츠 공의회(Konstazer Konzil 1414~1418)는 로마-독일왕(roemisch-deutscher Koenig) 지기스문트가 제창하여 대립교황 요한 23세가 남독일 보덴 호반의 콘스탄츠에 소집한 기독교의 공의회이다. 중세 최대의 종교회의로, 각국의 군주·추기경·대주교·신학 박사 등 외에, 여러 부류의 인사들을 포함한 약 10만 명의 군중이 이 소도시에 집합했다고 한다. 이 회의는 병립하던 세 교황을 모두 폐위할 것을 의결하고, 공의회의 권력은 교황권보다 우위에 있으며, 교황도 신앙 및 교회 개혁에 관한 문제에 대해서는 회의의 결정에 복종해야 한다는, 이른바 공의회 지상주의를 천명하고, 새로운 통일 교황으로서 교황 마르티노 5세를 선출하였다. 교회 개혁을 중요 의제로 했기 때문에 개혁의 교회 회의라 불리는데, 1378년 이후의 교회 대분열에 종지부를 찍고, 위클리프를 이단으로 몰고 종교개혁가 후스를 화형에 처하여 이단 문제를 해결한 데 의의가 있었다. 또 후스를 돕기 위해 공의회에 온 프라하의 제롬역시 화형에 처했다. 교황에 대한 공의회의 우월성이 인정되었지만 그 배후에 세속 제후의 힘이 있었으므로 결국 교황권을 약화시키게 되었다.

## 참고 자료
- 이 문서에는 다음커뮤니케이션(현 카카오)에서 GFDL 또는 CC-SA 라이선스로 배포한 글로벌 세계대백과사전의 내용을 기초로 작성된 글이 포함되어 있습니다.